# Le Pertuis
Le Pertuis är en kommun i departementet Haute-Loire i regionen Auvergne-Rhône-Alpes i centrala Frankrike. Kommunen ligger i kantonen Saint-Julien-Chapteuil som tillhör arrondissementet Le Puy-en-Velay. År 2022 hade Le Pertuis 542 invånare.

## Befolkningsutveckling
Antalet invånare i kommunen Le Pertuis
| Referens: INSEE |